# Thrypticotrochus
Genre
Thrypticotrochus est un genre de coraux durs de la famille des Turbinoliidae.

## Liste d'espèces
Le genre Thrypticotrochus comprend les espèces suivantes :
| Selon World Register of Marine Species (22 juillet 2015) : - Thrypticotrochus petterdi (Dennant, 1906) | Selon ITIS (22 juillet 2015) : - Thrypticotrochus multilobatus Cairns, 1989 - Thrypticotrochus petterdi (Dennant, 1906) |